# 媒體控制介面
媒體控制介面（Media Control Interface，缩写MCI）是由微软和IBM开发的一个高级应用程序接口（API），功能是控制连接到一台Microsoft Windows或OS/2计算机的多媒体外部设备（例如CD-ROM播放机、音频控制器）。
MCI使编写某些类别的多媒体程序（例如播放各类媒体文件、录制声音）变得非常简单，只需将命令作为字符串传递。
在几年后，MCI接口被逐步淘汰，以利于1995年发布的DirectX API。